# Jesse Bélanger
Pour les articles homonymes, voir Bélanger.
Jesse Bélanger (né le 15 juin 1969 à Saint-Georges-de-Beauce, dans la province de Québec, au Canada) est un joueur de hockey sur glace professionnel canadien.

## Carrière de joueur
Bélanger, issu des Bisons de Granby de la Ligue de hockey junior majeur du Québec, est remarqué par les dirigeants des Canadiens de Montréal, qui lui offrent un contrat à titre d'agent libre en 1990, au terme de sa carrière junior. Il passe quelques saisons dans la Ligue nationale de hockey (LNH), entre-coupées de séjours dans les ligues mineures, avant de traverser l'Atlantique pour jouer en Europe.
Lors de sa seconde saison avec le HC Bienne de la LNB (deuxième division suisse), il récolte 111 points en seulement 57 matchs et il joue, avec son compatriote Patrice Lefebvre, un rôle prépondérant dans le sacre de champion de LNB décroché par le EHC Bienne. Tout comme Lefebvre, il paraphe une entente portant pour une saison avec le Lausanne Hockey Club. Au cours de sa carrière, il porte les couleurs des Canadiens de Montréal, des Panthers de la Floride, des Canucks de Vancouver, des Oilers d'Edmonton et des Islanders de New York dans la LNH, du SC Herisau, du HC La Chaux-de-Fonds et du HC Bienne de Suisse et du Hamburg Freezers de la DEL.
À l’automne 2007, il décide de revenir au Canada, pour évoluer dans la Ligue nord-américaine de hockey. Après une saison avec le CRS Express de Saint-Georges il passe au Poutrelles Delta de Sainte-Marie lors du repêchage d’expansion de 2008. À l’été 2009, puisque le Poutrelles Delta n’existe plus, il est admissible au repêchage amateur de la LNAH. À l’âge de 40 ans, il est repêché au tout premier rang par le CRS Express de Saint-Georges. Le 20 juillet 2010, il signe une prolongation de contrat avec l’équipe qui s’appelle maintenant le Cool FM 103,5 de Saint-Georges.
Au terme de la saison 2012-2013 il annonce qu'il prend sa retraite du hockey.

## Statistiques
| Saison     | Équipe                           | Ligue      |     | Saison régulière | Saison régulière | Saison régulière | Saison régulière | Saison régulière |    | Séries éliminatoires | Séries éliminatoires | Séries éliminatoires | Séries éliminatoires | Séries éliminatoires |
| Saison     | Équipe                           | Ligue      | PJ  | B                | A                | Pts              | Pun              | PJ               | B  | A                    | Pts                  | Pun                  |                      |                      |
| 1987-1988  | Bisons de Granby                 | LHJMQ      | 69  | 33               | 43               | 76               | 10               | 5                | 3  | 3                    | 6                    | 0                    |                      |                      |
| 1988-1989  | Bisons de Granby                 | LHJMQ      | 67  | 40               | 63               | 103              | 28               | 4                | 0  | 5                    | 5                    | 0                    |                      |                      |
| 1989-1990  | Bisons de Granby                 | LHJMQ      | 67  | 53               | 54               | 107              | 53               | -                | -  | -                    | -                    | -                    |                      |                      |
| 1989-1990  | Équipe nationale canadienne      | Intl.      | 1   | 0                | 0                | 0                | 0                |                  |    |                      |                      |                      |                      |                      |
| 1990-1991  | Canadiens de Fredericton         | LAH        | 75  | 40               | 58               | 98               | 30               | 6                | 2  | 4                    | 6                    | 0                    |                      |                      |
| 1991-1992  | Canadiens de Montréal            | LNH        | 4   | 0                | 0                | 0                | 0                | -                | -  | -                    | -                    | -                    |                      |                      |
| 1991-1992  | Canadiens de Fredericton         | LAH        | 65  | 30               | 41               | 71               | 26               | 7                | 3  | 3                    | 6                    | 2                    |                      |                      |
| 1992-1993  | Canadiens de Fredericton         | LAH        | 39  | 19               | 32               | 51               | 24               | -                | -  | -                    | -                    | -                    |                      |                      |
| 1992-1993  | Canadiens de Montréal            | LNH        | 19  | 4                | 2                | 6                | 4                | 9                | 0  | 1                    | 1                    | 0                    |                      |                      |
| 1993-1994  | Panthers de la Floride           | LNH        | 70  | 17               | 33               | 50               | 16               | -                | -  | -                    | -                    | -                    |                      |                      |
| 1994-1995  | Panthers de la Floride           | LNH        | 47  | 15               | 14               | 29               | 18               | -                | -  | -                    | -                    | -                    |                      |                      |
| 1995-1996  | Panthers de la Floride           | LNH        | 63  | 17               | 21               | 38               | 10               | -                | -  | -                    | -                    | -                    |                      |                      |
| 1995-1996  | Canucks de Vancouver             | LNH        | 9   | 3                | 0                | 3                | 4                | 3                | 0  | 2                    | 2                    | 2                    |                      |                      |
| 1996-1997  | Oilers d'Edmonton                | LNH        | 6   | 0                | 0                | 0                | 0                | -                | -  | -                    | -                    | -                    |                      |                      |
| 1996-1997  | Bulldogs de Hamilton             | LAH        | 6   | 4                | 3                | 7                | 0                | -                | -  | -                    | -                    | -                    |                      |                      |
| 1996-1997  | Rafales de Québec                | LIH        | 47  | 34               | 28               | 62               | 18               | 9                | 3  | 5                    | 8                    | 13                   |                      |                      |
| 1997-1998  | SC Herisau                       | LNA        | 5   | 4                | 3                | 7                | 4                | -                | -  | -                    | -                    | -                    |                      |                      |
| 1997-1998  | Thunder de Las Vegas             | LIH        | 54  | 32               | 36               | 68               | 20               | 4                | 0  | 1                    | 1                    | 0                    |                      |                      |
| 1998-1999  | Lumberjacks de Cleveland         | LIH        | 22  | 9                | 13               | 22               | 10               | -                | -  | -                    | -                    | -                    |                      |                      |
| 1999-2000  | Canadiens de Montréal            | LNH        | 16  | 3                | 6                | 9                | 2                | -                | -  | -                    | -                    | -                    |                      |                      |
| 1999-2000  | Citadelles de Québec             | LAH        | 36  | 15               | 18               | 33               | 20               | 3                | 0  | 3                    | 3                    | 4                    |                      |                      |
| 2000-2001  | Islanders de New York            | LNH        | 12  | 0                | 0                | 0                | 2                | -                | -  | -                    | -                    | -                    |                      |                      |
| 2000-2001  | Wolves de Chicago                | LIH        | 58  | 17               | 22               | 39               | 28               | 14               | 3  | 4                    | 7                    | 10                   |                      |                      |
| 2001-2002  | HC La Chaux-de-Fonds             | LNB        | 36  | 41               | 39               | 80               | 38               | 5                | 4  | 9                    | 13                   | 8                    |                      |                      |
| 2002-2003  | Garaga de Saint-Georges          | LHSPQ      | 12  | 9                | 11               | 20               | 2                | -                | -  | -                    | -                    | -                    |                      |                      |
| 2002-2003  | Freezers de Hamburg              | DEL        | 39  | 16               | 25               | 41               | 14               | 5                | 2  | 2                    | 4                    | 2                    |                      |                      |
| 2003-2004  | Lions de Frankfurt               | DEL        | 50  | 24               | 30               | 54               | 24               | 15               | 3  | 8                    | 11                   | 10                   |                      |                      |
| 2004-2005  | HC Bienne                        | LNB        | 38  | 29               | 37               | 66               | 24               | 1                | 0  | 0                    | 0                    | 0                    |                      |                      |
| 2005-2006  | HC Bienne                        | LNB        | 40  | 38               | 34               | 72               | 28               | 17               | 21 | 18                   | 39                   | 14                   |                      |                      |
| 2006-2007  | Lausanne HC                      | LNB        | 41  | 48               | 32               | 80               | 60               | 10               | 5  | 2                    | 7                    | 2                    |                      |                      |
| 2007-2008  | CRS Express de Saint-Georges     | LNAH       | 49  | 35               | 44               | 79               | 22               | 11               | 2  | 7                    | 9                    | 2                    |                      |                      |
| 2008-2009  | Poutrelles Delta de Sainte-Marie | LNAH       | 31  | 15               | 28               | 43               | 4                | -                | -  | -                    | -                    | -                    |                      |                      |
| 2009-2010  | CRS Express de Saint-Georges     | LNAH       | 44  | 27               | 38               | 65               | 8                | 17               | 12 | 17                   | 29                   | 4                    |                      |                      |
| 2010-2011  | Cool FM 103,5 de Saint-Georges   | LNAH       | 37  | 22               | 27               | 49               | 18               | 9                | 4  | 6                    | 10                   | 4                    |                      |                      |
| 2011-2012  | Cool FM 103,5 de Saint-Georges   | LNAH       | 47  | 31               | 42               | 73               | 28               | -                | -  | -                    | -                    | -                    |                      |                      |
| 2012-2013  | Cool FM 103,5 de Saint-Georges   | LNAH       | 37  | 14               | 19               | 33               | 10               | 4                | 1  | 2                    | 3                    | 2                    |                      |                      |
| Totaux LNH | Totaux LNH                       | Totaux LNH | 246 | 59               | 76               | 135              | 56               | 12               | 0  | 3                    | 3                    | 2                    |                      |                      |

### Équipes d'étoiles et trophées
- 1993 : remporte la Coupe Stanley avec les Canadiens de Montréal.
- 2004 : remporte le Championnat d'Allemagne de hockey sur glace avec les Lions de Frankfurt.
- 2006 : remporte le Championnat de Suisse de hockey sur glace D2 avec le HC Bienne.
- 2010 : remporte la Coupe Futura avec le CRS Express de Saint-Georges.
- 2010 : reçoit le Trophée du joueur le plus gentilhomme de la Ligue nord-américaine de hockey.
- 2010 : est nommé dans l'équipe d'étoiles de la Ligue Nord-Américaine de Hockey.
- 2011 : reçoit le trophée du joueur le plus gentilhomme de la Ligue nord-américaine de hockey (à égalité avec Alexandre Jacques).

### Transaction en carrière
- 3 octobre 1990 : signe un contrat comme agent libre avec les Canadiens de Montréal ;
- 24 juin 1993 : réclamé par les Panthers de la Floride des Canadiens de Montréal lors du Repêchage d'expansion de la LNH 1993 ;
- 20 mars 1996 : échangé aux Canucks de Vancouver par les Panthers de la Floride pour le choix de 3e round des Canucks (Oleg Kvasha) aux repêchage de 1996 de la LNH ;
- 16 septembre 1996 : signe un contrat comme agent libre avec les Oilers d'Edmonton ;
- 18 août 1998 : signe un contrat comme agent libre avec le Lightning de Tampa Bay ;
- 23 juillet 1999 : signe un contrat comme agent libre avec les Canadiens de Montréal ;
- 27 juillet 2000 : signe un contrat comme agent libre avec les Islanders de New York ;
- 10 juin 2008 : réclamé par le Poutrelles Delta de Sainte-Marie du CRS Express de Saint-Georges lors du repêchage d'expansion de la LNAH de 2008 ;
- 20 juin 2009 : repêché en 1re ronde (1er au total) par le CRS Express de Saint-Georges lors du repêchage amateur de la LNAH de 2009.